# Humaitá (Amazonas)
Humaitá es un municipio del estado de Amazonas, Brasil. Limita por el norte y el oriente con el también municipio de Manicoré; por el occidente con los municipios amazonenses de Canutama y Tapauá y; por el sur, con Porto Velho y Machadinho d'Oeste, estos dos municipios, del estado de Rondônia.

## Historia

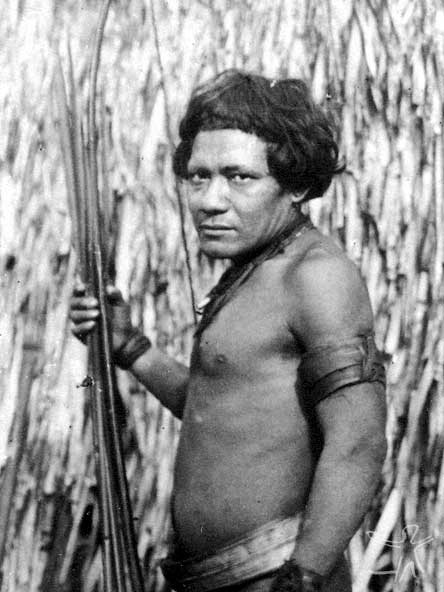
Indígena Parintitín, 1920

Los pueblos originarios de la región fueron los indígenas Tupí Kawahiva Parintintín y Tenharim y los Muras Pirahã.
La Misión de São Francisco fue fundada por los jesuitas en 1693 en Pasto Grande, en el río Preto, afluente del río Madeira, cerca de la actual ciudad. Posteriormente, Pasto Grande sirvió de sede a la Freguesia de São Francisco. José Francisco Monteiro, un comerciante, fue uno de los primeros colonos, llegó allí el 15 de mayo de 1869. Debido a los constantes ataques dos indios, la sede de la freguesia fue transferida en 1888, con el nombre de Freguesia de Nossa Senhora da Conceição do Belém de Humaitá. La transferencia fue ordenada por la Lei n.º 790 del 13 de 1888.
El municipio de Fraador de Humaitá fue creado por el Decreto N.º 31 del 4 de febrero de 1890, desmembrado de Manicoré según límites fijados por el Decreto-Ley n.º 95-A del 10 de abril de 1891. Ese año fue fundado el primer diario de Humatá, O Humaythaense (el segundo, O Madeirense, fue fundado en 1917). En octubre de 1894, en medio de la fiebre del caucho, Humaitá fue elevada a la categoría de ciudad.
La ciudad cuenta actualmente con el aeropuerto "Francisco Correa da Cruz" y se puede comunicar por vía terrestre por la carretera Transamazónica (BR-230).

## Territorios protegidos
Dentro del municipio está el Bosque Nacional Humaitá, unidad de conservación de uso sostenible de 473.155 hectáreas, delimitado en 1998.  También existen dentro de Humaitá enclaves de ecosistema de cerrado en medio de la selva amazónica, los cuales han sido declarado áreas protegidas, una de las cuales está en la estación ecológica de Cuniã, de 186.743 ha, creada en 2001; la otra es el 5% del parque nacional Campos Amazónicos, de 961.318 ha, creado en 2006.
La Tierra Indígena Pirahã, de 346.910 ha, demarcada en 1992 como Reserva y homologada en 1997, está totalmente en territorio de Humaitá, a ambos lados del río Maici, al sur del río Marmelos. En Humatá están además, 2 mil ha, el 4% de la Terra Indígena Torá, homologada en 2004; 241 mil ha, el 48% de la Terra Indígena Tenharim Marmelos, declarada en 1992 y homologada en 1996; así como también 312 mil ha, el 65% de la Terra Indígena Tenharim Marmelos (Gleba B), declarada en 2006 y homologada en 2012.

## División administrativa

### Regiones
Humaitá está dividida para fines administrativos en seis regionales o regiones. Son: Zona Sudoeste, Zona Oeste, Zona Sur, Zona Este, Zona Norte y Zona Noroeste.

### Barrios
La ciudad tiene trece barrios, que son:
| Barrio             | Región        | Población |
| ------------------ | ------------- | --------- |
| São Domingos Sávio | Zona Norte    | 37 541    |
| Divino Pranto      | Zona Norte    | 33 064    |
| Nossa Srª do Carmo | Zona Sur      | 27 009    |
| São José           | Zona Sur      | 11 797    |
| São Francisco      | Zona Sur      | 11 044    |
| Santo Antônio      | Zona Este     | 10 565    |
| Centro             | Zona Este     | 33 021    |
| Nova Humaitá       | Zona Noroeste | 47 545    |
| Nova Esperança     | Zona Noroeste | 9 013     |
| Nova Esperança II  | Zona Noroeste | 7 915     |
| São Pedro          | Zona Oeste    | 18 877    |
| São Sebastião      | Zona Oeste    | 13 979    |
| Novo Centenário    | Zona Nordeste | 14 055    |
| São Cristóvão      | Zona Sudoeste | 12 065    |

## Demografía

### Pertenencia étnica
En el censo de 2010 la población mayor de 9 años se autoidentificó así:
- Pardos - 23.705
- Blancos - 7.383
- Negros - 2.328
- Indígenas - 1.028
- Amarillos - 381

### Religión
Por religión, según el censo, los habitantes declararon ser:
- Católicos - 34.183
- Evangélicos - 6.874
- Sin creencias religiosas - 2.363
- Espiritistas - 203
- Testigos de Jehová - 55
- Judaísmo - 46
- Islamismo - 10
- Budismo - 9
- Otras - 480

Su población ya es de 62.312 habitantes 2024. 

### Proyección
| Año  | Población Humaitaense | Fuente |
| ---- | --------------------- | ------ |
| 2030 | 68 445                |        |
| 2040 | 71 671                |        |
| 2050 | 76 023                |        |
| 2060 | 80 816                |        |
| 2070 | 83 554                |        |
| 2080 | 85 334                |        |
| 2090 | 87 246                |        |
| 2100 | 89 471                |        |

## Economía
Se destacan la agricultura de yuca, soya, arroz, maíz, cocos, sandía, papaya, maracuyá, piña, caña de azúcar cacao y cupoazú ; la ganadería bovina, avicultura, pesca artesanal; recolección y beneficio de asaí y nuez de Brasil; fábricas de dulces y licores; y la extracción de madera.